# Justyna Kowalczyk
Justyna Maria Kowalczyk-Tekieli (Limanowa, 19 gennaio 1983) è un'ex fondista polacca.
Vincendo la medaglia di bronzo nella 30 km a tecnica libera ai XX Giochi olimpici invernali di Torino 2006 è divenuta il primo atleta polacco a vincere una medaglia nello sci di fondo ai Giochi olimpici.

## Biografia
Ha debuttato in campo internazionale ai Mondiali juniores di Štrbské Pleso nel 2000, senza conseguire risultati di rilievo; ha in seguito partecipato alla rassegna iridata giovanile fino a Sollefteå 2003, dove ha vinto l'argento nella sprint.
In Coppa del Mondo ha esordito il 9 dicembre 2001 nella sprint a tecnica libera di Cogne (64ª), ha ottenuto il primo podio il 7 gennaio 2006 nella 10 km a tecnica classica di Otepää (3ª e la prima vittoria nella medesima località e nella medesima gara il 27 gennaio 2007. Ha vinto quattro coppe di cristallo assolute (nel 2009, nel 2010, nel 2011 e nel 2013) e cinque coppe di specialità.
In carriera ha preso parte a quattro edizioni dei Giochi olimpici invernali, Torino 2006 (non conclude la 10 km, 3ª nella 30 km, 44ª nella sprint, 8ª nell'inseguimento), Vancouver 2010 (5ª nella 10 km, 1ª nella 30 km, 2ª nella sprint, 3ª nell'inseguimento), Soči 2014 (1ª nella 10 km, non conclude la 30 km, 6ª nello skiathlon, 5ª nella sprint a squadre, 7ª nella staffetta) e Pyeongchang 2018 (14ª nella 30 km, 22ª nella sprint, 17ª nello skiathlon, 7ª nella sprint a squadre, 10ª nella staffetta), e a nove dei Campionati mondiali, vincendo otto medaglie.

## Palmarès

### Olimpiadi
- 5 medaglie:
  - 2 ori (30 km a Vancouver 2010; 10 km a Soči 2014)
  - 1 argento (sprint a Vancouver 2010)
  - 2 bronzi (30 km a Torino 2006; inseguimento a Vancouver 2010)

### Mondiali
- 8 medaglie:
  - 2 ori (30 km, inseguimento a Liberec 2009)
  - 3 argenti (10 km, inseguimento a Oslo 2011; 30 km a Val di Fiemme 2013)
  - 3 bronzi (10 km a Liberec 2009; 30 km a Oslo 2011; sprint a squadre a Falun 2015)

### Mondiali juniores
- 1 medaglia:
  - 1 argento (sprint a Sollefteå 2003)

### Coppa del Mondo
- Vincitrice della Coppa del Mondo nel 2009, nel 2010, nel 2011 e nel 2013
- Vincitrice della Coppa del Mondo di distanza nel 2009, nel 2010 e nel 2011 e nel 2013
- Vincitrice della Coppa del Mondo di sprint nel 2010
- 65 podi (64 individuali, 1 a squadre):
  - 31 vittorie (individuali)
  - 22 secondi posti (individuali)
  - 12 terzi posti (11 individuali, 1 a squadre)

#### Coppa del Mondo - vittorie
| Data                            | Località                                                     | Nazione                   | Spec.       |
| ------------------------------- | ------------------------------------------------------------ | ------------------------- | ----------- |
| 27 gennaio 2007                 | Otepää                                                       | Estonia                   | 10 km TC    |
| 22 gennaio 2008                 | Canmore                                                      | Canada                    | 15 km PU    |
| 17 gennaio 2009                 | Whistler                                                     | Canada                    | 15 km PU    |
| 24 gennaio 2009                 | Otepää                                                       | Estonia                   | 10 km TC    |
| 14 febbraio 2009                | Valdidentro                                                  | Italia                    | 10 km TC    |
| 8 marzo 2009                    | Lahti                                                        | Finlandia                 | 10 km TL    |
| 18-22 marzo 2009                | Stoccolma/Falun                                              | Svezia                    | Finali      |
| 28 novembre 2009                | Kuusamo                                                      | Finlandia                 | SP TC       |
| 20 dicembre 2009                | Rogla                                                        | Slovenia                  | 15 km TC MS |
| 1-10 gennaio 2010               | Oberhof Praga Dobbiaco Cortina d'Ampezzo Val di Fiemme       | Germania Rep. Ceca Italia | Tour de Ski |
| 16 gennaio 2010                 | Otepää                                                       | Estonia                   | 10 km TC    |
| 23 gennaio 2010                 | Rybinsk                                                      | Russia                    | 15 km PU    |
| 6 febbraio 2010                 | Canmore                                                      | Canada                    | SPSprint TC |
| 31 dicembre 2010 9 gennaio 2011 | Oberhof Oberstdorf Dobbiaco Cortina d'Ampezzo Val di Fiemme  | Germania Italia           | Tour de Ski |
| 4 febbraio 2011                 | Rybinsk                                                      | Russia                    | 10 km PU    |
| 17 dicembre 2011                | Rogla                                                        | Slovenia                  | 10 km TC MS |
| 29 dicembre 2011 8 gennaio 2012 | Oberhof Oberstdorf Dobbiaco Cortina d'Ampezzo Val di Fiemme  | Germania Italia           | Tour de Ski |
| 21 gennaio 2012                 | Otepää                                                       | Estonia                   | SP TC       |
| 22 gennaio 2012                 | Otepää                                                       | Estonia                   | 10 km TC    |
| 2 febbraio 2012                 | Mosca                                                        | Russia                    | SP TL       |
| 18 febbraio 2012                | Szklarska Poręba                                             | Polonia                   | 10 km TC    |
| 13 dicembre 2012                | Canmore                                                      | Canada                    | 10 km TC MS |
| 16 dicembre 2012                | Canmore                                                      | Canada                    | 15 km ST    |
| 29 dicembre 2012 6 gennaio 2013 | Oberhof Val Müstair Cortina d'Ampezzo/Dobbiaco Val di Fiemme | Germania Svizzera Italia  | Tour de Ski |
| 16 febbraio 2013                | Davos                                                        | Svizzera                  | SP TC       |
| 10 marzo 2013                   | Lahti                                                        | Finlandia                 | 10 km TC    |
| 13 marzo 2013                   | Drammen                                                      | Norvegia                  | SP TC       |
| 7 dicembre 2013                 | Lillehammer                                                  | Norvegia                  | 10 km TC    |
| 21 dicembre 2013                | Asiago                                                       | Italia                    | SP TC       |
| 19 gennaio 2014                 | Szklarska Poręba                                             | Polonia                   | 10 km TC    |
| 4 febbraio 2017                 | Pyeongchang Alpensia                                         | Corea del Sud             | 15 km ST    |

Legenda:

TC = tecnica classica

TL = tecnica libera

SP = sprint

PU = inseguimento

MS = partenza in linea

ST = skiathlon

#### Coppa del Mondo - competizioni intermedie
- Vincitrice del Tour de Ski nel 2010, nel 2011, nel 2012 e nel 2013
- Vincitrice delle Finali nel 2009
- 40 podi di tappa:
  - 19 vittorie
  - 11 secondi posti
  - 10 terzi posti

##### Coppa del Mondo - vittorie di tappa
| Data             | Località                   | Nazione   | Competizione | Disciplina  |
| ---------------- | -------------------------- | --------- | ------------ | ----------- |
| 2 gennaio 2010   | Oberhof                    | Germania  | Tour de Ski  | 10 km TC HS |
| 7 gennaio 2010   | Dobbiaco                   | Italia    | Tour de Ski  | 5 km TC     |
| 19 marzo 2010    | Falun                      | Svezia    | Finali       | 2,5 km TC   |
| 31 dicembre 2010 | Oberhof                    | Germania  | Tour de Ski  | 2,5 km TL   |
| 1º gennaio 2011  | Oberhof                    | Germania  | Tour de Ski  | 10 km TC HS |
| 6 gennaio 2011   | Cortina d'Ampezzo/Dobbiaco | Italia    | Tour de Ski  | 16 km TL HS |
| 8 gennaio 2011   | Val di Fiemme              | Italia    | Tour de Ski  | 10 km TC MS |
| 29 dicembre 2011 | Oberhof                    | Germania  | Tour de Ski  | 2,5 km TL   |
| 30 dicembre 2011 | Oberhof                    | Germania  | Tour de Ski  | 10 km TC PU |
| 31 dicembre 2011 | Oberstdorf                 | Germania  | Tour de Ski  | Sprint TC   |
| 7 gennaio 2012   | Val di Fiemme              | Italia    | Tour de Ski  | 10 km TC MS |
| 17 marzo 2012    | Falun                      | Svezia    | Finali       | 10 km TC MS |
| 30 dicembre 2012 | Oberhof                    | Germania  | Tour de Ski  | 9 km TC PU  |
| 3 gennaio 2013   | Cortina d'Ampezzo/Dobbiaco | Italia    | Tour de Ski  | 15 km TL PU |
| 4 gennaio 2013   | Dobbiaco                   | Italia    | Tour de Ski  | 3 km TC     |
| 5 gennaio 2013   | Val di Fiemme              | Italia    | Tour de Ski  | 10 km TC MS |
| 20 marzo 2013    | Stoccolma                  | Svezia    | Finali       | SP TC       |
| 29 novembre 2013 | Kuusamo                    | Finlandia | Ruka Triple  | SP TC       |
| 30 novembre 2013 | Kuusamo                    | Finlandia | Ruka Triple  | 5 km TC     |

Legenda:

SP = sprint

HS = partenza a handicap

MS = partenza in linea

PU = inseguimento

TC = tecnica classica

TL = tecnica libera